# Dacerla mediospinosa
Dacerla mediospinosa är en insektsart som beskrevs av Victor Antoine Signoret 1881. Dacerla mediospinosa ingår i släktet Dacerla och familjen ängsskinnbaggar. Inga underarter finns listade i Catalogue of Life.